# Каниц
Каниц (буг. Каниц) је село на северозападу Бугарске у општини Бојница у Видинској области. Према подацима пописа из 2021. године село је имало само једног становника. Ранији назив за село био је Фунден.

## Демографија
Према подацима пописа из 2021. године село је имало једног становника док је према попису из 2011. било 11 становника. Становништво је бугарске националности.
| Етнички састав према попису из 2011.‍ | Етнички састав према попису из 2011.‍ | Етнички састав према попису из 2011.‍ | Етнички састав према попису из 2011.‍ | Етнички састав према попису из 2011.‍ |
| ------------------------------------ | ------------------------------------ | ------------------------------------ | ------------------------------------ | ------------------------------------ |
|                                      |                                      |                                      |                                      |                                      |
| Бугари                               | Бугари                               |                                      | 11                                   | 100%                                 |